# (100072) 1992 EY30
(100072) 1992 EY30 es un asteroide perteneciente al cinturón de asteroides, descubierto el 1 de marzo de 1992 por el equipo del Uppsala-ESO Survey of Asteroids and Comets desde el Observatorio de La Silla, Chile.